# مارغريت أورسولا جونز
مارغريت أورسولا جونز (بالإنجليزية: Margaret Ursula Jones)‏ هي عالمة آثار إنجليزية معروفة لتوليها عمليات تنقيب كبيرة في موقع مكينغ بمقاطة إيسيكس الإنجليزية. وُلدت في بيركين-هيد ودرست في جامعة ليفربول حيث إنخرطت في مجال الآثار لأول مرة. وذلك بتطوعها في عمليات آثار تحت قيادة و.ج. فارلي. عملت بعد تخرجها كمراقبة في وقت الحرب وكمصورة صحافية لحسابها الخاص. واستمرت بالتطوع في أعمال التنقيب عن الآثار.
بدأت العمل في وزارة الأشغال البريطانية عام 1956. وتحديدا في قسم انقاذ الآثار المزدهرة. عملت في ذلك الوقت بعدة مواقع لكنها إشتهرت بسبب عملها في مستوطنة ومقبرة تعود لعصر الأنجلو-ساكسون في موقع يحمل اسم مكينغ. حيث عثرت فيه على آثار تعود لفترة ممتدة من العصر الحجري وحتى العصور الوسطى.
أصبحت تنقيبات مكينغ الأكبر في المملكة المتحدة. واستمرت من عام 1965 إلى عام 1978. كما نتجت عنها اكتشاف عدد غير مسبوق من الآثار. ورغم ذلك إنتقد بعض الأكاديميين عدم ظهور أي من الاكتشافات في الأعمال المطبوعة الا بعد مضي عقود على اكتمال العمل.
أثر عمل مارغريت في مكينغ وانشاءها لمجموعة «الإنقاذ» في مؤسسة الآثار الاقتصادية الحديثة في بريطانيا.

## بداياتها
ولدت مارغريت في 16 آيار 1916 لعائلة من الطبقة المتوسطة في بيركين-هيد. ودرست في مدرسة كالدير الثانوية للبنات في ليفربول. ثم درست الجغرافية في جامعة ليفربول. 
تطوعت اثناء فترة دراستها مع عالم الآثار والأستاذ في جامعة ليفربول و.ج. فارلي. حيث كان يقود حملة «حصون التلال» في تشيت-شاير في أواخر الثلاثينيات.
أثناء الحملة قابلت مارغريت توم جونز الذي كان مساعدا لفارلي وعضو في نادي التجديف الجامعي الذي دربه فارلي أيضا. ثم تزوجت منه في حزيران من عام 1940. بعد ذلك عملت كمراقبة اثناء الحرب العالمية الثانية. 
انتقلت مارغريت وزوجها توم جونز إلى هيرفورد. حيث عملت كمصورة صحافية وكتبت مقالات لترافق صور إلتقطها زوجها.

## العمل لحسابها الخاص (1956-1965)
بينما تعمل مارغريت كمصورة صحافية، استمر الزوجان بالتطوع في حملات التنقيب في بريطانيا. حتى بدأت العمل لدى وزارة الأشغال كعالمة آثار خاصة عام 1956.
في ذلك الوقت كانت الوزارة مسؤولة عن الآثار القديمة والمجلدات الخاصة بتسجيلها لإنقاذ الآثار عبر توثيقها قبل أن تدمر نتيجة لانشاءات ما بعد الحرب.
عينت مجموعة صغيرة من عامليّ الآثار الجوالين للتنقيب في المواقع قبل التوظيف. وتولت مارغريت رئاسة عدد من الحملات بين عام 1956 و1965 في بكينغ-شاير ويورك-شاير ولينكولن-شاير، وكذك سليافورد.

## الفترة 1965-1978
طلبت وزارة الأشغال من مارغريت أن تقود حملة تنقيب في مقبرة لينفورد قرب قرية مكينغ عام 1965 عند مصب نهر التيمز.
أكتشف الموقع في صور جوية إلتقطها كينيث سانت جوزيف. وأكدها مسح للموقع من قبل مجتمع ثوروك للتاريخ المحلي. قادت التحقيقات الأولية لاعتبار الموقع مكان أثري تحت قانون الآثار القديمة رقم 1931. وبما أنها كانت مهددة بالزوال، أطلقت الوزارة حملة إستكشافية للموقع.
إكتشفت مارغريت علامات تعود للعصر الحديدي في مكينغ. إضافة لعلامات تعود لعصر الأنجلو-ساكسون وبداية العصور الوسطى. وعلى هذا الأساس مددت الوزارة عقدها وبدأ تنقيب كامل للموقع. حتى أصبحت أكبر حملة تنقيبات في بريطانيا للإسراع بالعمل قبل تهديمه.
عملت مارغريت وزوجها في الموقع لثلاثة عشر عاما. وكانا يعيشان في منزل متنقل صغير ويوظفان عمال بالتناوب من مختصي الآثار والمتطوعين من جميع انحاء العالم.
عند اكتمال العمل عام 1978 كانت التنقيبات قد غطت مساحة 44 إيكر وسجلت 44 الف مادة أثرية. بما في ذلك مدافن من العصر النحاسي ومسكن ومقبرة من العصر الحديدي ومقبرة وفيلا من العصر الروماني. وتعتبر إحدى أبرز الموجودات في بريطانيا. كما كشف عن مقربتين من عصر الأنجلو-ساكسون ونظام زراعي من العصور الوسطى. وقد عمل في المشروع خمسة الاف عالم ومتطوع ووصل عدد الموجودات إلى 1.7 مليون مادة.
إشتهرت الحملة في الستينات والسبعينات بصفتها الأكبر في المملكة المتحدة. وفي رثاء مارغريت كتبت صحيفة الإندبندنت، «أن جيلا من مختصي الآثار من متوسطي العمر حفروا مع مارغريت جونز في مكينغ. وأن هذا لشيء مشرف». عمل الكثير من مختصي الآثار اليافعين في الموقع بما في ذلم مايك بتس وبول بارفورد ومونيكا بارنز. وقد كانت الحملة شحيحة الموارد وذات ظروف عيش سيئة.
"كانت الظروف صعبة وكان السكن يتراوح من خيم بسيطة إلى أكواخ مثقبة. كما كان الطعام رخيص ومبتكر. سألت مرة الطباخة عما ستقدمه على العشاء فقالت أنها قضت وقت الظهيرة تخرج كما وجهت روث الفئران من كيس الرز. كما كانت المتعة في الموقع لا تشمل سوى التجول في السيارة حول إحدى محطات الوقود على الطريق" يقول مايك بتس. لقد إكتسبت مارغريت سمعة بكونها غريبة الأطوار وشديدة بالتعامل. "لقد كانت عالمة مهيبة ومنفرة ولا تطيق الحمقى. لكنها كانت عطوفة في الوقت نفسه على اولئك الذين قدموا المساعدة وعملوا باخلاص وابداع، كما عرف عنها توقيعها ملاحظاتها الاختصار "م.أ.ج".

## السنوات الأخيرة 1978-2001
بعد إكمال العمل عام 1978 عادت مارغريت وزوجها لمنزلهما الريفي في هيرفورد.
أصبحت مارجريت نصيرة لمجتمع ثوروك للتاريخ المحلي وهو مصدر الكثير من المتطوعين في حملة التنقيب. ولعد كبير من مجتمعات الآثار في إيسيكس. قدمت خلال عملها محاضرات وجولات إرشادية وأحاديث لتلاميذ المدارس في البلاد.
توفيت مارغريت من مرض باركنسون في 23-3-2001 بعد أن توفي زوجها توم جونز نتيجة سكتة دماغية في عام 1993.

## إرثها العملي
سطعت مهنة مارغريت نتيجة لإزدياد شهرة على الآثار واحترافيته، وهي من ساهمت في ذلك. كانت قد رأت التدمير المتسارع للمواقع الأثرية خلال عملها كمصورة في الخمسينيات والستينيات، نتيجة للانشاءات والتطور السريع. إضافة للافتقار للموارد اللازمة لتوثيق الآثار بشكل صحيح.
كانت تستلم وزملائها مبلغ يومي مقابل الوقت الذي قضوه في الحفر والتنقيب. وتكبدت التكاليف بشكل مباشر بما في ذلك تحاليل ما بعد الحفر والنشر. ورغم كون حملة مكينغ الأكبر في البلاد واستمرارها لعقد من الزمن الا انها كات ذات ميزانية صغيرة واعتمدت على العمل التطوعي بشكل أساسي. عملت مارغريت عام 1973 مع حملة «إنقاذ» التي دعمت زيادة الموارد الحكومية لإنقاذ الآثار. هذه المبادرة نجحت وغيرت مجرى العمل من تطوعي إلى الحصول على محترفين. كما ساهمت في كتابتة الملاحظة رقم 16 لاستراتيجية الإرشاد المخطط عام 1991.
يقول مايك بتس في رثاء مارغريت أنها أثرت في إنقاذ الآثار الحديث في بريطانيا بإيضاح «معاقد الإنقاذ على نطاق واسع» في مكينغ. انتقد الأكاديميون مارغريت وعملها لكونه مثال واضح على التنقيب دون نشر. وقالوا أن الهدف من التنقيب هو الحفاظ على الآثار بتوثيقها. وأن عدم نشر النتائج يعني تدمير الآثار دون هدف. وأن من غير المسؤول حفر مناطق كبيرة دون إجراء العملية بشكل مناسب وتوثيق النتائج.
كانت قد نشرت ورقة واحدة خلال ثلاثين سنة من العمل عام 1965. ورغم العدد العملاق للمواد المكتشفة بعد انتهاء العمل الا أن قليل منها فقط تم تحليله ولم ينشر أي منها. حتى قام آخرون بنشره وتحديدا «وحدة الآثار والآثار الإنجليزية في كامبريدج». وقد ظهر الجزء الأول عام 2015 بعد 14 سنة من وفاة مراغريت نفسها.
ردا على ذلك قالت مارغريت أن الموقع كان يحطم باستمرار ولم تتحمل تكاليف التوقف عن العمل فترة للكتابة والنشر. كما انها لم تمتلك المواد الضرورية لذلك.
رغم سمعتها المخيفة احيانا كمديرة للمشروع الا أن عالمة الآثار مونيكا بارنز تعتبرها مثال يحتذى به. فقد قالت، "شعر العديد من الناس بأنها مخيفة لكنها كانت قدوة لي. فهي امرأة قوية ومكرسة للعمل ولا تتقبل الهراء. كما أن لها احترافية عالية بالنسبة لمشروع مهم. وقد شعرت بأن الحصول على ثقتها شرف عظيم.
بعد سنوات عندما قرأت عن المشروع عرفت أنها لم تعمل على شيء بهذا الحجم من قبل باعترافها شخصيا. وكانت تتعلم أكثر عن الموضوع بينما تعمل. لقد قامت بعمل رائع".